# 来るべき世界 (漫画)
『来るべき世界』（きたるべきせかい）は、手塚治虫のSF漫画。

## 概要
1951年、大阪の不二書房より上下2巻の作品として刊行された単行本書き下ろし作品で、このときの版では、上下巻に「THE WORLD OF THE FUTURE」「NEXTWORLD」の英題の記載と、上巻には「前編」、下巻には「宇宙大暗黒篇」という副題があった。『ロストワールド』『メトロポリス』と並んで、手塚治虫の「初期SF3部作」と呼ばれる作品の一つである。当時の東西冷戦を背景に、人類の存亡をめぐる大河ドラマが展開された。
3部作の他の2作と比較した場合、本作は分量の点では最長で、多くの立場の異なるキャラクターを同時並行で描く群像劇であることが大きな特徴である。また、人類を超える「超人類」と呼べる登場人物により人類を相対化するという手法は、その後『0マン』など複数の手塚作品でも用いられることになる。
題名は、H・G・ウェルズ原作のSF映画『来るべき世界』（1936年、ウィリアム・キャメロン・メンジーズ監督）の日本公開時の題名を借用したもの。ただし、『手塚治虫漫画全集』版の「あとがき」によれば、手塚は執筆当時はこの映画を見たことがなかったという。なお、映画の原題は Things to Come 、また原作小説（1933年） の原題は The Shape of Things to Come である。

## ストーリー
日本の科学者・山田野博士は核実験場の島で未知の高等生物を発見し、捕獲する。山田野は、これは人類の危機に対する警告であると国際原子力会議で報告するが、鋭く対立するスター国・ウラン連邦という2つの超大国はメンツを張り合うばかりでそれに耳を傾けようとはしなかった。やがて、この両国は些細なことから全面戦争に突入し、両国と日本の少年少女はそれぞれ数奇な運命に巻き込まれていく。一方、山田野の連れ帰った高等生物はフウムーンと呼ばれる知的生命体であり、彼らはまったく別の地球の危機を理由としてある計画を立てていた。

## 登場人物
ケン一（敷島健一）
本編の主人公で日本人。行方不明になった叔父のヒゲオヤジをフウムーンのロココとともに探索する。
ヒゲオヤジ
私立探偵。本名「伴俊作」。フウムーンのロココによってウラン連邦に飛ばされ、強制労働をさせられる。
山田野加賀士（やまだのかがし）（演 - 花丸先生）
原子科学者。馬蹄島（ばていじま）でフウムーンを発見する。
ロココ
山田野博士が捕獲したフウムーン。手違いでヒゲオヤジをウラン連邦に飛ばしてしまう。その贖罪からケン一と行動を共にするようになる。
ノタアリン
スター国の原子力委員長、特殊警察局長。
ニコライ・レドノフ（演 - レッド公）
ウラン連邦の原子力委員。ノタアリンとの不和がきっかけで全面戦争に。
サントリー・ウイスキー
ウラン連邦の科学省長官。「鉄心臓」の異名を持つ独裁者。
ココア
ノタアリンの娘。戦争中にもかかわらずスキーに出かけて行方不明になってしまう。
ロック・クロック
スター国の少年。新聞記者をしていたが情報部員の教育を受け、ウラン連邦に潜入するも捕らえられる。強制労働、さらに精神的な拷問を受けて性格が歪んでしまう。
ウント・モウケル
ロックの父親。ウント・モーケル新聞の社長。
ポポーニャ
ウイスキー長官の娘。美貌の科学者という才媛。性格は父親似で、強制労働の地下工場長。イワンの許婚。不思議と容姿がココアとよく似ている。
イワン・レドノフ
ニコライ・レドノフの息子。ポポーニャとは婚約者という関係。
アセチレン・ランプ
元はルンペン。後に成り上がるが、悲惨な最期を遂げる。
ヒック（演 - ハム・エッグ）
ニコライ・レドノフの手下。
フランケンシュタイン
天文学者。牢にとらわれた山田野を引き取る。
ボローキン
ウイスキーの部下。大佐。
ユモレンスクの人々
ウラン連邦の寒村に住む信心深い人々。フウムーンの空飛ぶ円盤を「ノアの箱舟」と信じる。主な村民に村長（演 - ブタモ・マケル）、ラムネンコとブタノフ（演 - チックとタック）など。
伴俊作探偵事ム所近所の人々
（ベレー帽の）海野（演 - ムッシュー・アンペア）、和尚（演 - タコ）、床屋の大将、（学生帽に眼鏡の）六角、和田（ピアノの先生）など。

## 作中に登場する架空国家
ウラン連邦
スター国と並ぶ、二大国家の一つ。モデルはソビエト連邦とされる。
スター国
ウラン連邦と並ぶ、二大国家の一つ。モデルはアメリカ合衆国とされる。
ソノタ・オーゼー国
国際原子力会議に出席。代表者が「ベリー・ナイス！」と発言していたことから、母語は英語とされる。
ガラクタ国
国際原子力会議に出席。
ヒネ共和国
国際原子力会議に出席。
トボケ国
国際原子力会議に出席。

## アニメ
『フウムーン』のタイトルで、1980年8月31日（日曜） 10時00分 - 12時00分（日本標準時）に日本テレビ『24時間テレビ 愛は地球を救う3』のスペシャルアニメとして放送された。90分作品。

### キャスト
- ケン一 - 鈴木博
- ロック - 塩沢兼人
- ロココ - 岡本茉利
- ココア - 滝沢久美子
- ピーチ - 松島みのり
- ヒゲオヤジ - 富田耕生
- 山田野博士 - 滝口順平
- ノタアリン - 永井一郎
- レドノフ - 大塚周夫
- ガマタ（ランプ） - 内海賢二
- タバスコ - 立壁和也
- フランケン - 大木民夫
- ボローキン - 緒方賢一
- ウィスキー長官 - 緑川稔
- モーズ - 来宮良子
- お茶の水博士 - 勝田久
- 役不明 - 増岡弘、峰恵研、北村弘一、兼本新吾、笹岡繁蔵、松田重治、三島優子、江木はつみ、上山則子、野本礼三、小野丈夫、若本紀昭、西村知直、小比類巻孝

### スタッフ
- 原作・製作 - 手塚治虫
- 監督・演出・構成 - 坂口尚
- プロデューサー - 堀越徹(日本テレビ)、松谷孝征、小森徹
- 作画監督 - 西村緋祿司
- 美術監督 - 宮本清司
- 演出助手 - 清水義裕
- 設定デザイン補 - 佐藤元
- キャラクターデザイン - 西村緋祿司
- タイトル - 藤井敬康
- 原画 - 伊藤誠、坂井俊一、富沢雄三、山崎和男、吉田利喜、清山滋崇、半田輝雄、金山明博、富永貞義、小林準治、三輪孝輝、正延宏三
- 動画 - 島村有美子、小西洋子、村田明子、清水恵子、高梨実紀子、今井正彦、神田郁子、石黒達也、吉村昌輝、石井康夫
- 録音監督 - 加藤敏
- 音楽・主題歌作編曲 - 大野雄二
- 主題歌・エンディング - 「愛の星」
  - 作詞 - 山川啓介 / 作編曲 - 大野雄二 / 歌 - ANKH
- 選曲 - 鈴木清司
- 効果 - 倉橋静男
- 録音 - 東北新社
- 製作 - 日本テレビ、手塚プロダクション

### ソフト化
2001年11月22日にパイオニアLDCから、他の『24時間テレビ』放送作品（『100万年地球の旅 バンダーブック』『海底超特急マリンエクスプレス』『ブレーメン4 地獄の中の天使たち』）とのセットで収録した4枚組DVDが『24時間テレビスペシャルアニメーション 1978-1981』のタイトルで発売。翌2002年には同社から単品DVDが、2009年10月23日には同社社名変更後のジェネオン・ユニバーサル・エンターテイメントから廉価版の4枚組DVDが発売された。
2015年9月2日にハピネット（ハピネット・ピーエムレーベル）から、本作ほかを収録したBlu-ray BOXが『手塚治虫24時間テレビ スペシャルアニメーション Blu-ray BOX 1978-1981』のタイトルで発売された。

### ネット配信
- 2019年8月13日から同年8月26日までの期間限定で、手塚プロダクション公式チャンネルによるYouTubeでの無料配信が行われた。その後2021年7月27日から同年9月10日まで同チャンネルで無料配信が行われた。
- 2021年1月には同じくYouTubeの「アニメログ」から無料配信が行われた。

## エピソード
- 元は700ページとも1000ページとも言われる[注 6]長編作品だったが、出版社から「そんな長い漫画は誰も読まない」というクレームが付き、やむなく300ページにまで削った。手塚の宝塚の自宅を訪れた藤子不二雄がこの没原稿を見て「手塚先生は300ページの作品のために1000ページ執筆する」と衝撃を受けたエピソードは『まんが道』にも描かれた。
- 手塚の没後にこの時代に使用した構想用ノート75冊が発見され、そのうちの10冊に本作に関する内容が記されていることが判明した[注 7]。これによると、原題はノアの方舟にちなみ「ノア」だった。また、ウイスキー長官など一部のキャラクターのデザインが刊行版と異なっている。本作に関係する箇所だけを抜粋したものが1994年に手塚プロダクションから『「来るべき世界」構想ノート』として刊行された。その後、2010年には構想ノート自体の復刻版が『手塚治虫 創作ノートと初期作品集』として小学館クリエイティブから刊行された。このときの付録の一つに本作の未使用原稿の複製が含まれており、ここでのウイスキー長官のデザインはノートや刊行版とも異なる（ムッシュ・アンペア）ものになっている[5]。
- 雑誌に再録された際には『新人類フウムーン』というタイトルに変更されたことがある。
- アニメ版では、クライマックスの大事件が起こるとされる日付が初回放送日と同じ「8月31日」に設定されていた。

## 単行本
- 『来るべき世界』不二書房（1951年）全2巻
- 少年漫画劇場3『来るべき世界』筑摩書房（1972年）全1巻
- 虫の標本箱II『来るべき世界』青林堂（1976年）全2巻
- 手塚治虫漫画全集『来るべき世界』講談社（1977、1978年）全2巻
- 手塚治虫初期漫画館『来るべき世界』名著刊行会（1980年）全2巻
- 小学館叢書『手塚治虫初期傑作集3』小学館（1990年）全1巻
- 角川文庫手塚治虫初期傑作集『来るべき世界』角川書店（1995年）全1巻
- 虫の標本箱2『来るべき世界』ふゅーじょんぷろだくと（1999年）全3巻
- 手塚治虫文庫全集『来るべき世界 ファウスト』講談社（2010年）全1巻
- SF三部作完全復刻版と創作ノート『来るべき世界』小学館クリエイティブ（2011年）全3巻

不二書房の前編は再版の際に冒頭部分の描き直しがあり初版とは内容が一部異なっているが、一般的に収録されているのは描き直し後のものである。例外として、不二書房版の復刻本である『虫の標本箱2』（ふゅーじょんぷろだくと）と『SF三部作完全復刻版と創作ノート』（小学館クリエイティブ）には冒頭部分が異なる2つのバージョンの前編がそれぞれ独立した本として収録されている。